# لمور پشمالوی جنوبی
 لمور پشمالوی جنوبی (نام علمی: Avahi meridionalis) نام یک گونه از تیره ایندیریان است.